# Das Spektrum Europas
Das Spektrum Europas este un film românesc din 2013 regizat de Cristi Puiu. Rolurile principale au fost interpretate de actorii Valeria Seciu, Marian Râlea.

## Distribuție
Distribuția filmului este alcătuită din:
- Marian Râlea — Domnul Popescu
- Valeria Seciu — Doamna Popescu